# Quinby (Virginia)
Quinby es un lugar designado por el censo situado en el condado de Accomack, Virginia  (Estados Unidos). Según el censo de 2010 tenía una población de 282 habitantes.

## Demografía
Según el censo de 2010, Quinby tenía una población en la que el 90,8% eran blancos; el 7,1% afroamericanos; el 0,7% eran indios americanos y nativos de Alaska; el 0,0% eran asiáticos; el 0,0% hawaianos y otros isleños del Pacífico; el 0,4% de otra raza, y el 1,1% a partir de dos o más razas. El 3,2% del total de la población eran hispanos o latinos de cualquier raza.